# Zied Daoulatli
Zied Daoulatli (arabe : زياد الدولاتلي) est un homme politique tunisien, membre fondateur du mouvement islamiste Ennahdha.

## Biographie

### Opposant
Zied Daoulatli obtient un doctorat en pharmacologie à l'université de Reims en 1984. Il y préside également l'Union des étudiants musulmans.
Il est arrêté en 1981 en raison de son appartenance au Mouvement de la tendance islamique, ancêtre du mouvement Ennahdha, puis immédiatement libéré. En 1987, il est condamné à vingt ans de prison mais libéré après seulement onze mois de prison, à la suite de l'avènement de Zine el-Abidine Ben Ali à la présidence de la République le 7 novembre 1987. Il est arrêté le 23 décembre 1990 et détenu au secret pendant 23 jours ; il est condamné en 1991 à quinze ans de prison et purge sa peine en isolement jusqu'à sa libération le 4 novembre 2004,. Il est alors le rédacteur en chef du journal Al Fajr (ar) qui est par la suite interdit par les autorités et dont l'équipe est emprisonnée.
Entre mars et juillet 2010, Daoulatli est placé sous surveillance policière. En mars, la police reçoit l'ordre de le placer en résidence surveillée afin de l'empêcher de rencontrer le militant des droits de l'homme, Zahir Makhlouf, après sa libération. En juin, il menace d'entamer une grève de la faim si la police ne lève pas le dispositif.

### Rôle post-révolutionnaire
Après la révolution de 2011 qui chasse Ben Ali du pouvoir, Zied Daoulatli critique le gouvernement transitoire, en l'accusant d'« agir avec la mentalité de l'ère révolue », et Yadh Ben Achour, président de la Haute instance pour la réalisation des objectifs de la révolution, de la réforme politique et de la transition démocratique, pour ses « penchants séculiers et son ressentiment envers la religion ». Il soutient fortement Rached Ghannouchi, président du mouvement Ennahdha, et organise l'accueil qui lui est réservé pour son retour d'exil le 30 janvier 2011.
Élu membre de l'assemblée constituante le 23 octobre 2011, il représente Ennahdha dans la deuxième circonscription de Tunis. Il est membre de la commission de la législation générale.

## Opinions
Zied Daoulatli a longtemps été un opposant du régime Ben Ali et favorable à des réformes démocratiques en Tunisie. Il a régulièrement exprimé son opposition à la lutte armée comme un moyen de soutenir ce changement.
Il a également appelé à une égalité de droit et de traitement pour les femmes qui portent le hidjab dans la société tunisienne. En 2006, il appelle le gouvernement à « revoir sa politique » et à « traiter la femme tunisienne voilée comme une citoyenne qui a le droit absolu de choisir le hidjab et d'exercer son droit dans l'éducation et le travail sans harcèlement et discrimination ».